# آیوور مونتاگو
آیوور مونتاگو (انگلیسی: Ivor Montagu؛ ۲۳ آوریل ۱۹۰۴ – ۵ نوامبر ۱۹۸۴) یک کارگردان، تهیه‌کننده، و تدوین‌گر اهل بریتانیا بود.
از فیلم‌های او می‌توان به قلبم ندا می‌دهد اشاره کرد.
وی همچنین برنده جوایزی همچون جایزه صلح لنین شده‌است.